# Lorca Fútbol Club
Il Lorca Fútbol Club è stata una società calcistica spagnola con sede a La Hoya, frazione di Lorca, nella comunità autonoma di Murcia. La società era stata fondata nel 2003 e disputava le partite casalinghe all'Estadio Francisco Artés Carrasco, con capacità di 8 000 spettatori.

## Storia
Fondata nel 2003 con il nome di La Hoya Deportiva, nel 2010 viene promossa in Tercera División e cambia denominazione in La Hoya Lorca Club de Fútbol. Nel 2016 assume l'attuale denominazione e l'anno seguente viene promossa in Segunda División.

## Cronistoria
| Stagione | Livello | Divisione   | Piazzamento | Copa del Rey |
| -------- | ------- | ----------- | ----------- | ------------ |
| 2003/04  | 6       | 1ª Terr.    | 13º         |              |
| 2004/05  | 6       | 1ª Terr.    | 4º          |              |
| 2005/06  | 6       | 1ª Terr.    | 6º          |              |
| 2006/07  | 6       | 1ª Terr.    | 3º          |              |
| 2007/08  | 5       | Terr. Pref. | 10º         |              |
| 2008/09  | 5       | Terr. Pref. | 15º         |              |
| 2009/10  | 5       | Terr. Pref. | 1º          |              |
| 2010/11  | 4       | 3ª          | 7º          |              |
| 2011/12  | 4       | 3ª          | 4º          |              |
| 2012/13  | 4       | 3ª          | 1º          |              |
| 2013/14  | 3       | 2ªB         | 2º          | Primo turno  |
| 2014/15  | 3       | 2ªB         |             | Primo turno  |

- 2 stagioni in Segunda División B
- 3 stagioni in Tercera División

## Organico

### Rosa 2017-2018
| N. |                      | Ruolo | Calciatore           |
| -- | -------------------- | ----- | -------------------- |
| 2  | Spagna (bandiera)    | D     | Juan Pedro Pina      |
| 3  | Spagna (bandiera)    | D     | Carlos Pomares       |
| 4  | Spagna (bandiera)    | D     | Fran Cruz            |
| 5  | Spagna (bandiera)    | D     | Antonio López        |
| 6  | Spagna (bandiera)    | C     | Haritz Albisua       |
| 8  | Spagna (bandiera)    | C     | Tropi                |
| 9  | Mali (bandiera)      | A     | Aly Mallé            |
| 10 | Spagna (bandiera)    | C     | Alberto Noguera      |
| 11 | Spagna (bandiera)    | A     | Asier Villalibre     |
| 12 | Spagna (bandiera)    | C     | Nando                |
| 13 | Spagna (bandiera)    | P     | Francisco Dorronsoro |
| 14 | Argentina (bandiera) | D     | Cristian Nasuti      |
| 15 | Svezia (bandiera)    | D     | Markus Holgersson    |

| N. |                      | Ruolo | Calciatore          |
| -- | -------------------- | ----- | ------------------- |
| 16 | Francia (bandiera)   | C     | Didier Digard       |
| 17 | Spagna (bandiera)    | C     | Santi Luque         |
| 19 | Croazia (bandiera)   | C     | Tomislav Gomelt     |
| 20 | Spagna (bandiera)    | D     | Carlos Peña         |
| 21 | Spagna (bandiera)    | A     | Daniel Ojeda        |
| 22 | Argentina (bandiera) | D     | Federico Vega       |
| 23 | Giamaica (bandiera)  | A     | Deshorn Brown       |
| 24 | Spagna (bandiera)    | C     | Javi Muñoz          |
| 25 | Uruguay (bandiera)   | P     | Franco Torgnascioli |
| 28 | Nigeria (bandiera)   | A     | Emmanuel Apeh       |
|    | Argentina (bandiera) | C     | Matías Defederico   |
|    | Spagna (bandiera)    | A     | Chumbi              |

## Palmarès

### Competizioni nazionali
- Tercera División: 1

2012-2013 (gruppo XIII - Murcia)

### Altri piazzamenti
- Segunda División B:

Secondo posto: 2013-2014 (gruppo IV)
- Copa Federación de España:

Finalista: 2012-2013